# 양희 (촉한)
양희(楊戱, ? ~ 261년)는 중국 촉한의 관료로, 자는 문연(文然)이며 건위군 무양현(武陽縣) 사람이다.

## 생애
어렸을 때 정기(程祁), 양태(楊汰), 장표(張表)와 더불어 이름이 널리 알려졌고, 제갈량도 그를 잘 알았다고 한다. 20세 때 익주(益州)의 서좌(書佐)에서 독군종사(督軍從事)가 되어 형벌을 공평히 처결하였으므로 속주부(屬主簿)가 되었다. 제갈량 사후, 상서우선부랑(尙書右選部郞)이 되었다.
이후 익주자사였던 장완에게 중용되어, 연희 원년(238년) 장완이 조서에 따라 한중에서 대장군부(大將軍府)를 개설하였을 때 양희도 동조연(東曹掾)이 되었다. 이후 건녕태수, 호군감군, 재동태수 등을 역임하였다.
연희 20년(257년), 대장군 강유를 따라 출병하여 망수(芒水)에 이르렀는데, 양희는 내심 강유를 따르지 않아서, 매번 그를 희롱하는 언사를 일삼았다. 결국 강유는 이를 참지 못하고, 원정에서 돌아온 뒤 주청하여 양희를 면직시켜 서인으로 삼았다. 그 후 양희는 경요 4년(261년) 사망하였다.

## 인물
양희의 성품은 단순하고 제멋대로였으나, 일찍이 남에게 감언을 일삼거나 교류함에 있어서 과하게 정을 두는 일이 없었다고 한다. 어릴 적에 한엄(韓儼), 여도(黎韜)와 서로 친분이 두터웠는데, 나중에 두 친구가 곤란한 처지에 놓이자, 양희가 그들을 도와주고 처음처럼 우애를 유지했다고 한다. 또한 당시 사람들 중에 초주를 존경하는 사람이 별로 없었는데, 오직 양희만이 그를 높이 평가하여 칭찬하였으므로, 유식자들은 이 때문에 양희를 귀하게 여겼다.
양희는 장완의 대장군부에서 동조연으로 있을 당시, 장완과 대화를 나누면서 때때로 답을 하지 않았다. 어떤 사람이 양희를 비난하며 장완에게 말하기를 "공이 양희와 더불어 이야기를 나누었으나 대답을 듣지 못하였으니, 양희가 윗사람을 업신여기는 것이 심한 것이 아닙니까" 라고 하였다. 그러자 장완은 "사람의 마음이 같지 않으니 저마다 얼굴이 다른 것과 같습니다. 겉으로는 따르면서 뒤에서 다른 말을 하는 것은 옛 사람이 경계하는 바입니다. 양희가 내 말이 옳다고 칭찬하려 한다면 그것은 그의 본심이 아니고, 내 말에 반대하려 한다면 나의 잘못을 드러내는 일이므로 그가 가만히 있었던 것입니다. 이는 양희가 잘한 일입니다"라고 답했다.

## 저서
연희 4년(241년)에 《계한보신찬》을 저술하였다.

## 출전
- 진수, 《삼국지》 권45, 촉서15 등장종양전 중 양희전

## 같이 보기
- 삼국지 인물 목록